# Club Atlético Rosario Central 2012-2013

## Rosa
| N. |                      | Ruolo | Calciatore         |
| -- | -------------------- | ----- | ------------------ |
| -  | Argentina (bandiera) | P     | Jorge Broun        |
| -  | Argentina (bandiera) | P     | Manuel García      |
| -  | Argentina (bandiera) | P     | Facundo Lupardo    |
| -  | Argentina (bandiera) | D     | Paulo Ferrari      |
| -  | Argentina (bandiera) | D     | Leonardo Talamonti |
| -  | Argentina (bandiera) | D     | Gerardo Pérez      |
| -  | Argentina (bandiera) | D     | Cristian Godoy     |
| -  | Argentina (bandiera) | D     | Rafael Delgado     |
| -  | Argentina (bandiera) | D     | Brian López        |
| -  | Argentina (bandiera) | D     | Tomás Berra        |
| -  | Argentina (bandiera) | D     | Jonathan Schulze   |
| -  | Argentina (bandiera) | C     | Brian Meza         |
| -  | Argentina (bandiera) | C     | Germán Rivarola    |
| -  | Argentina (bandiera) | C     | Diego Migueles     |
| -  | Argentina (bandiera) | C     | Federico Carrizo   |
| -  | Argentina (bandiera) | C     | Luzas Lazo         |
| -  | Argentina (bandiera) | C     | Pablo Becker       |
| -  | Argentina (bandiera) | C     | Matías Galvaliz    |

| N. |                      | Ruolo | Calciatore        |  |
| -- | -------------------- | ----- | ----------------- |  |
| -  | Argentina (bandiera) | C     | Gustavo Colman    |  |
| -  | Argentina (bandiera) | A     | César Delgado     |  |
| -  | Argentina (bandiera) | D     | Cristian Villagra |  |
| -  | Argentina (bandiera) | C     | Jonás Aguirre     |  |
| -  | Argentina (bandiera) | C     | Milton Zárate     |  |
| -  | Argentina (bandiera) | C     | Nery Domínguez    |  |
| -  | Argentina (bandiera) | A     | Antonio Medina    |  |
| -  | Argentina (bandiera) | A     | Ramiro Costa      |  |
| -  | Argentina (bandiera) | A     | Fernando Coniglio |  |
| -  | Cile (bandiera)      | A     | Leonardo Monje    |  |
| -  | Argentina (bandiera) | A     | Emilio Zelaya     |  |
|    | Argentina (bandiera) | C     | Jesús Méndez      |  |
|    | Argentina (bandiera) | P     | Mauricio Caranta  |  |
|    | Argentina (bandiera) | A     | Franco Niell      |  |
|    | Paraguay (bandiera)  | C     | Eduardo Ledesma   |  |
|    | Argentina (bandiera) | C     | Hernán Encina     |  |
|    | Argentina (bandiera) | A     | Walter Acuña      |  |